# Edward Step
Edward Step FLS (11 de novembro de 1855 - 1931) foi o autor de muitos livros populares e especializados em vários aspectos da natureza. Seus muitos trabalhos sobre botânica, zoologia e micologia foram publicados entre 1894 e (postumamente) 1941. Alguns de seus livros sobre flores foram ilustrados por sua filha, Mabel Emily Step, incluindo o guia de bolso de 1905 intitulado Wayside and Woodland Blossoms. Ele também contribuiu para o periódico Science-Gossip: An Illustrated Monthly Record of Nature, Country Lore & Applied Science.

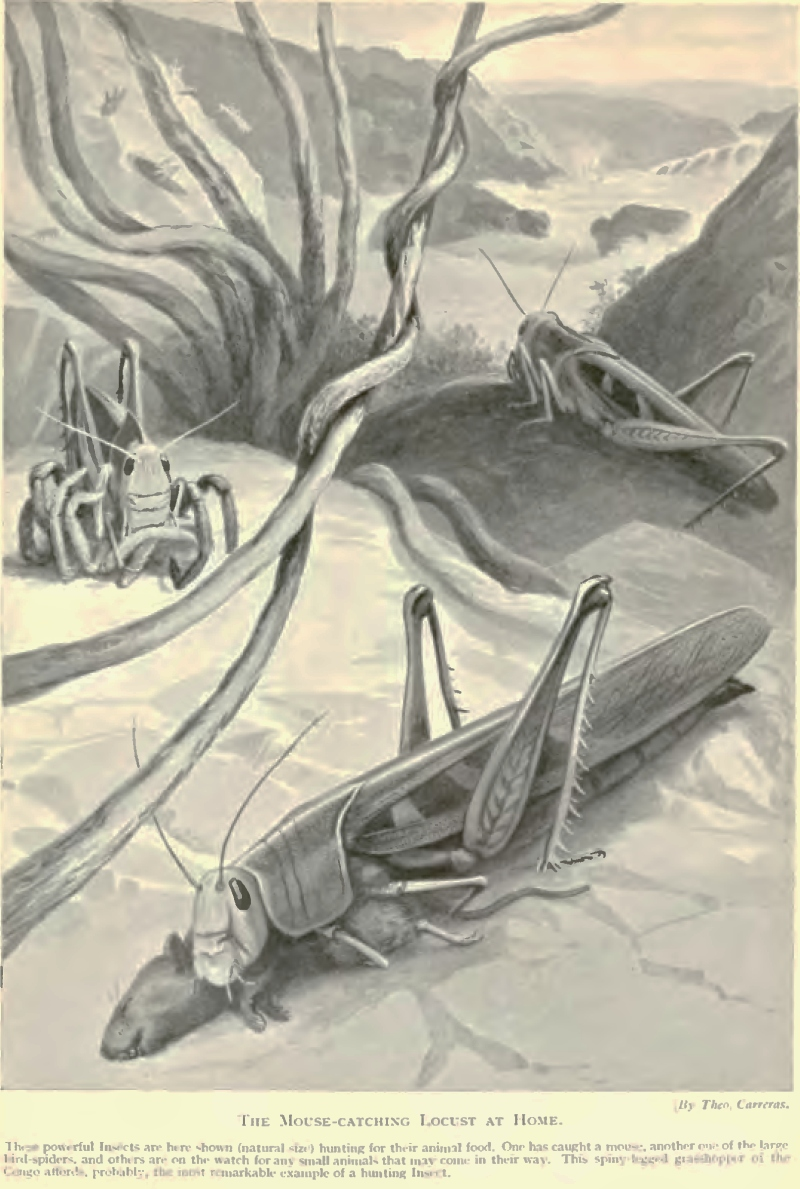
Uma imagem imprecisa mostrando um gafanhoto se alimentando de um rato

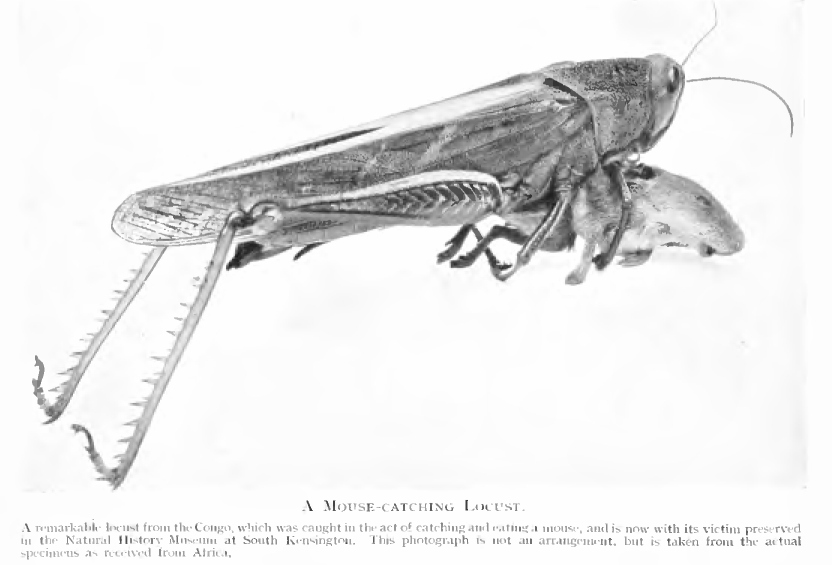
Outra vista

## Children's Encyclopædia
Quando Arthur Mee produziu a primeira edição de sua famosa Children's Encyclopædia - inicialmente como uma série quinzenal de 1908 até 1910 - Edward Step concordou em contribuir com os artigos sobre a vida das plantas. Havia inúmeras ilustrações para estes, mas consistiam em fotografias monocromáticas atribuídas a Edward Connold.

## Mito do gafanhoto
Step criou o mito de um gafanhoto comedor de ratos em seu livro Marvels of Insect Life (1915), onde escreveu: "No Museu Britânico (História Natural) há um espécime de um dos maiores gafanhotos conhecidos, que foi recebido de um missionário no Estado Livre do Congo, há alguns anos, que o havia tomado no ato de se banquetear com um rato que ele havia capturado .... O gafanhoto em questão não limita sua atenção a ratos, aranhas grandes, besouros e outros insetos e, provavelmente, pequenos pássaros filhotes servem igualmente como alimento". Na verdade, nenhum gafanhoto é conhecido por se alimentar de ratos.
As opiniões de Step sobre a evolução não são óbvias em seus livros. Em um ponto ele se referiu às "maravilhas da Criação". No entanto, ele escreveu um capítulo do mesmo livro sobre a tartaruga gigante das ilhas Galápagos, que incluiu uma referência a Charles Darwin, mas sem menção da evolução. Exemplos religiosos são frequentes em seus livros.